# Pál Zolnay
Pour les articles homonymes, voir Zolnay.
Dans le nom hongrois Zolnay Pál, le nom de famille précède le prénom, mais cet article utilise l’ordre habituel en français Pál Zolnay, où le prénom précède le nom.
Pál Zolnay, né à Budapest (Hongrie) le 26 mars 1928 et mort dans cette ville le 17 octobre 1995, est un réalisateur et dramaturge hongrois.
Son film Fotográfia (hu) (1973) a été proposé à l'Oscar du meilleur film en langue étrangère par la Hongrie.

## Biographie
Pál Zolnay a été marié à l'actrice hongroise Katalin Berek.

## Filmographie partielle

### Comme réalisateur
- 1955 : Karikák
- 1962 : Áprilisi riadó
- 1964 : Négy lány egy udvarban
- 1966 : ...Hogy szaladnak a fák! (Le Sac en France)
- 1968 : Próféta voltál szívem
- 1970 : Arc
- 1972 : Gyász (TV)
- 1973 : Fotográfia (hu)
- 1977 : Sámán
- 1986 : Embriók
- 1993 : Árverés Kisújszálláson
- 1995 : Törjünk fel egy meggymagot! (TV)

### Comme acteur
- 1984 : Journal à mes enfants (Napló gyermekeimnek) de Márta Mészáros :

## Récompenses et distinctions
- 1969 : prix Béla Balázs